# 上莫登-楚岑多夫
上莫登-楚岑多夫（法語：Obermodern-Zutzendorf，发音：[obəʁmodəʁn.t͡sut͡səndɔʁf]），或纯音译作奥伯莫登-楚岑多夫，是法国下莱茵省的一个市镇，位于该省西部偏北，属于萨韦尔讷区（Saverne）和布克斯维莱尔县（Bouxwiller）。该市镇总面积14.46平方公里，2009年时的人口为1631人。

## 地名
该地名Obermodern-Zutzendorf来源于德语，前缀“Ober-”在德语中意为“上”，且下莫登（Niedermodern，前缀“Nieder-”在德语中意为“下”；此地或纯音译作“尼德莫登”）位于该地以东5千米处。

## 历史
该地最初名为上莫登（Obermodern），1974年1月1日至1983年4月17日与楚岑多夫（Zutzendorf）合并前被称为莫登（Modern），在与楚岑多夫合并后成为现在的上莫登-楚岑多夫。。

## 人口
上莫登-楚岑多夫人口变化图示